# Palette verte
Prioniturus luconensis
Espèce
Statut de conservation UICN

 EN C2a(i) : En danger
Statut CITES
La Palette verte (Prioniturus luconensis) est une espèce d'oiseaux de la famille des Psittacidae endémique des Philippines (Luçon et Marinduque,). D'après Alan P. Peterson, c'est une espèce monotypique.

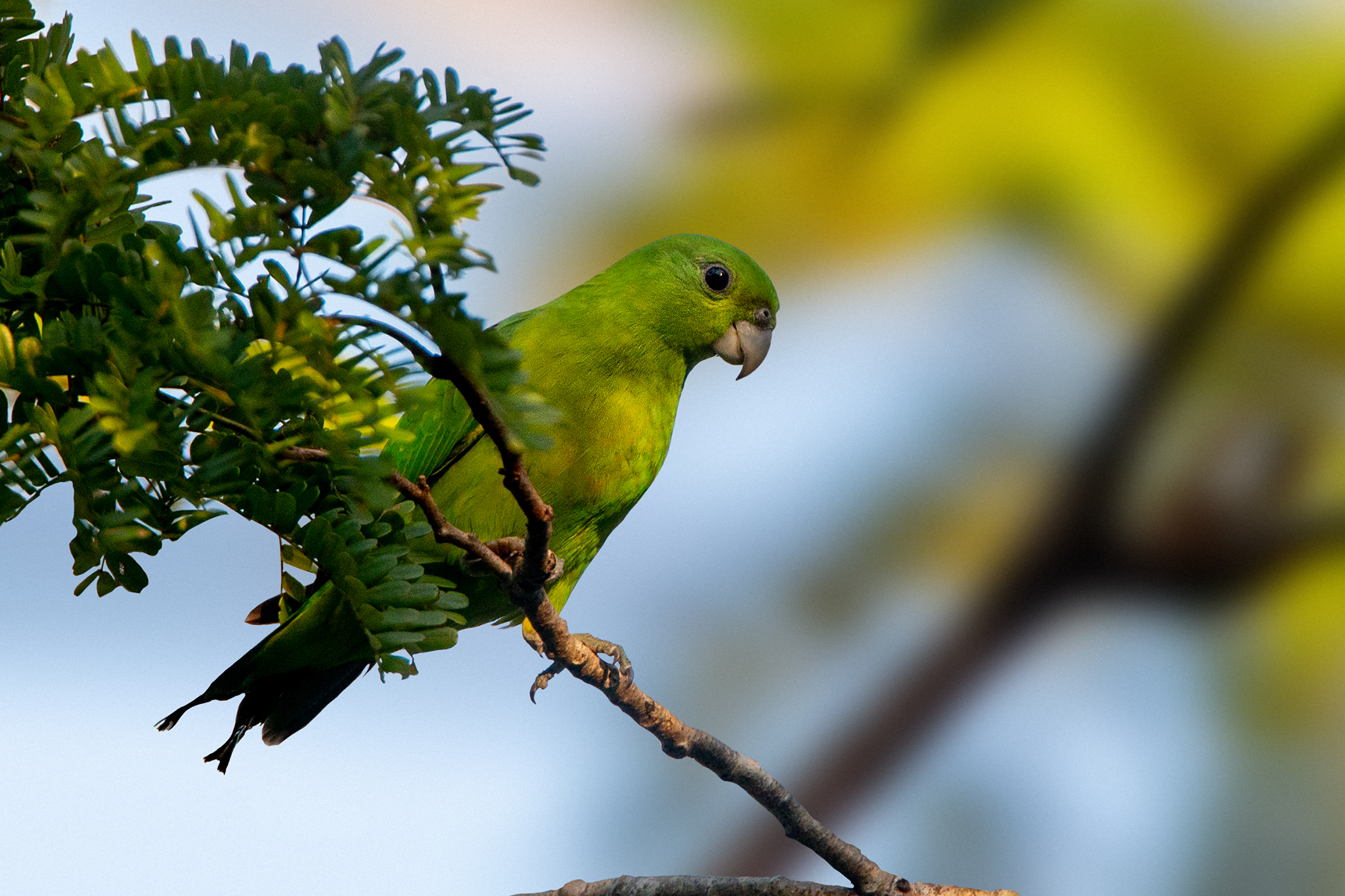
Jeune individu aux rectrices encore peu développées.